# Brevizacla ranjani
Brevizacla ranjani är en insektsart som först beskrevs av Bhowmik 1981.  Brevizacla ranjani ingår i släktet Brevizacla och familjen syrsor. Inga underarter finns listade i Catalogue of Life.